# St. Michael (Buir)

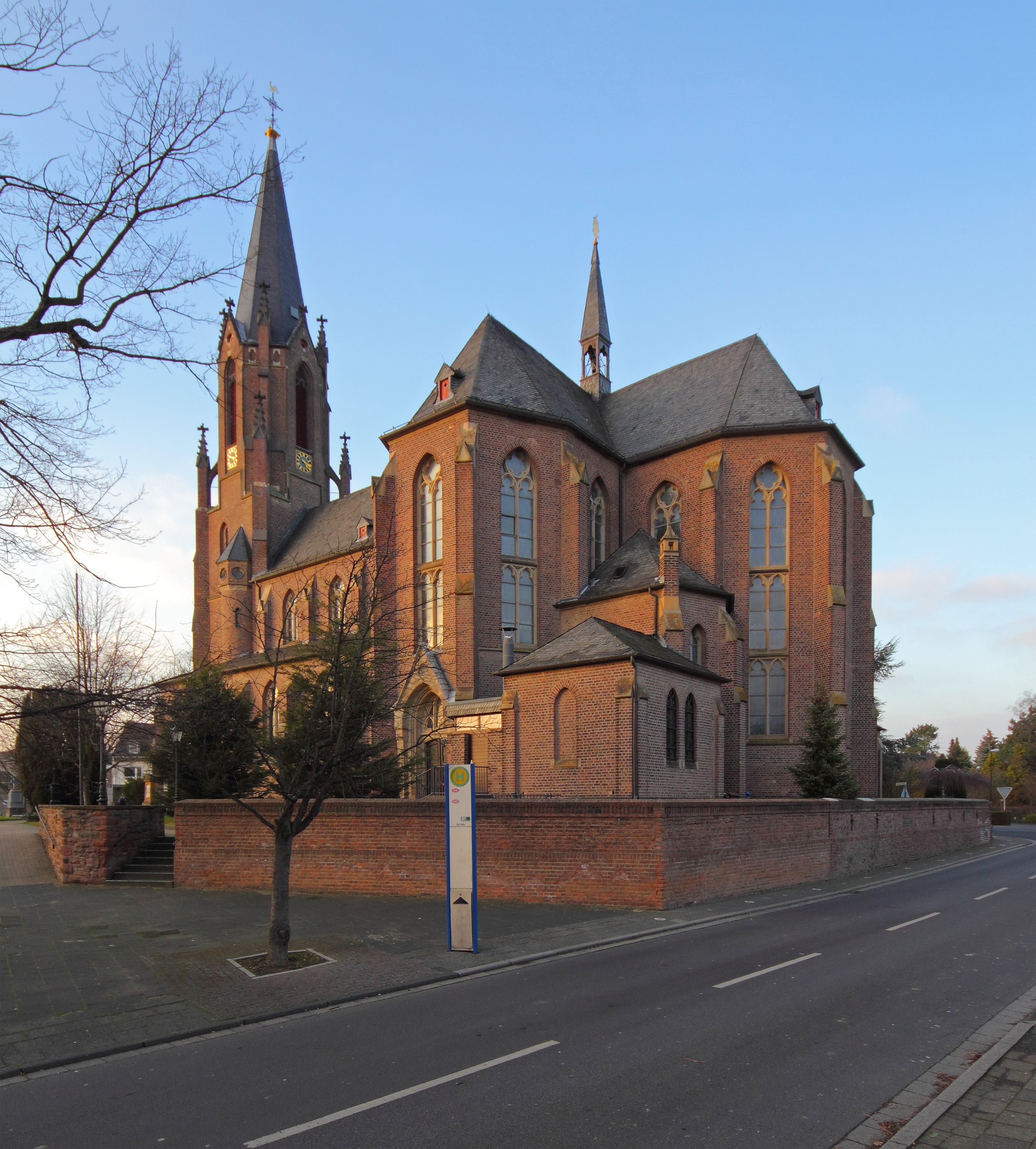
Pfarrkirche St. Michael, Buir

St. Michael ist eine römisch-katholische Pfarrkirche im Kerpener Stadtteil Buir im Rhein-Erft-Kreis in Nordrhein-Westfalen. Querschiff und Chor wurden zwischen 1890 und 1891, Kirchenschiff und Turm zwischen 1896 und 1898 nach Plänen von Franz Statz erbaut.
Das Bauwerk ist unter Nr. 25 in die Liste der Baudenkmäler in Buir (Kerpen) eingetragen und dem hl. Erzengel Michael geweiht, Zweitpatron ist der hl. Blasius von Sebaste.

## Geschichte
Eine Kirche in Buir wurde erstmals um das Jahr 1300 im Liber valoris erwähnt. Zu dieser Zeit war Buir bereits eine eigenständige Pfarrei. Seit dem 15. Jahrhundert besaß der Herzog von Jülich das Kollationsrecht an der Pfarrkirche. Bis 1802 (Franzosenzeit) gehörte die Pfarre zum Dekanat Bergheim im Erzbistum Köln. Nach der Auflösung des Erzbistums gehörte die Buirer Pfarre bis 1821 zum ersten Bistum Aachen und zählt seitdem wieder zum Erzbistum Köln.
Über die um 1300 erwähnte Pfarrkirche ist bekannt, dass sie sich am Ort des heutigen Kirchengebäudes befand und eine einschiffige Saalkirche mit einem vorgebauten Glockenturm war. Um das Jahr 1600 wurde die Saalkirche um ein südliches Seitenschiff zu einer zweischiffigen Hallenkirche im Baustil der Spätgotik erweitert. 1629 wurde schließlich noch eine Sakristei angebaut. Im Dreißigjährigen Krieg wurde das Gotteshaus stark beschädigt. In der ersten Hälfte des 18. Jahrhunderts wurde der Glockenturm baufällig und musste 1741 teilweise neu errichtet werden. Somit besaß St. Michael einen dreigeschossigen dem Kirchenschiff vorgesetzten Glockenturm, der in den unteren beiden Geschossen noch Formen der Gotik und im oberen Geschoss barocke Formen aufwies. Bekrönt wurde der Turm von einem achtseitigen Turmhelm.
Ende des 19. Jahrhunderts nahm die Bevölkerung in Buir so stark zu, dass ein Neubau der Kirche beschlossen wurde. Dazu fertigte der Kölner Architekt und Diözesanbaumeister Franz Statz die Pläne zum Kirchenneubau an. So wurde 1890 zunächst der Chor der alten Kirche niedergelegt und am 5. Oktober 1890 der Grundstein zum Neubau gelegt. Im Verlauf des Jahres 1891 wurde an das alte Kirchenschiff der heutige Chor mit den Sakristeien und dem Querschiff angebaut. Am 15. Januar 1892 wurde der Neubau durch den damaligen Ortspfarrer Castenholz eingesegnet und die erste heilige Messe gelesen. Den von einem Bildhauer namens Jäger geschaffenen Hochaltar stiftete der Buirer Bürger Peter Heß. Die Weihe des Hochaltares nahm am 9. Juni 1892 der Kölner Erzbischof Philipp Krementz vor. Erst 1896 wurde schließlich auch das mittlerweile baufällig gewordene Kirchenschiff und der Turm der alten Kirche abgerissen und bis 1898 das heutige Langhaus und der Glockenturm errichtet. Am 18. Mai 1898 konnte nun schließlich die gesamte neue Pfarrkirche durch den Kölner Weihbischof Antonius Fischer konsekriert werden.

## Architektur
St. Michael ist eine dreischiffige und vierjochige Kreuzbasilika aus Backsteinen im Baustil der Neugotik. Die geostete Kirche besitzt im Westen einen vorgebauten Glockenturm, ein sich an das Langhaus anschließendes Querschiff und schließt im Osten mit einem fünfseitig geschlossenem Chor. Die beiden Nebenchöre der Seitenschiffe sind zu zwei Seiten geschlossen. An der Süd- und Nordseite des Chors befindet sich je eine Sakristei.

## Ausstattung
Im Innenraum von St. Michael befinden sich teilweise noch Ausstattungsstücke aus der Vorgängerkirche. Dazu zählen ein barockes Taufbecken aus Blaustein aus dem 17. Jahrhundert, eine Holzfigur des hl. Blasius aus dem 17. Jahrhundert, eine Salvator-mundi-Holzfigur aus dem 18. Jahrhundert. Ebenfalls aus dem 18. Jahrhundert stammt eine Holzfigur des hl. Johannes Nepomuk.
Von der neugotischen Ausstattung der 1890/1900er Jahre sind nur noch vier Reliefs der vier Evangelisten der ehemaligen Kanzel, die Weihwasserbecken, ein kleiner Altar mit dem Gnadenbild Unserer Lieben Frau von der immerwährenden Hilfe und das Triumphkreuz erhalten. Der Rest der Ausstattung wie Kanzel, Hochaltar, Nebenaltäre, Kommunionbank, Kreuzwegstationen und Kirchenbänke wurden zum Teil im Zweiten Weltkrieg beschädigt, aber größtenteils nach der Liturgiereform des Zweiten Vatikanischen Konzils aus dem Innenraum entfernt.
Am 13. September 1981 wurde durch den Kölner Weihbischof Augustinus Frotz der heutige Volksaltar geweiht. Der Altar wie der Ambo sind Werke des Frechener Künstlers Olaf Höhnen. Das Sakramentshaus mit Tabernakel im Chor des nördlichen Seitenschiffs ist ein Werk des Künstlers Walter Prinz aus Köln. Die heutigen Kirchenbänke stammen aus der dem Tagebau Fortuna-Garsdorf zum Opfer gefallenen Pfarrkirche St. Barbara in Fortuna. In den 1990er und 2000er Jahren wurden Figuren aus dem Depot des Erzbistums in der Buirer Kirche aufgestellt. 1998 wurde weiterhin ein alter, reliefartiger Kreuzweg aus Ton angeschafft. Er stammt aus der Kirche St. Panateon in Unkel. Die Fenster der Kirche entwarf der Glasmaler Paul Weigmann. Eingesetzt wurden die Entwürfe durch die Firma Glasmalerei Oidtmann aus Linnich in den Jahren 1973 bis 2000.

## Orgel
Die Orgel aus dem Jahr 1966 ist ein Werk der Bonner Orgelbaufirma Johannes Klais und besitzt 18 Register. Das Instrument ist im nördlichen Querschiff aufgestellt, wodurch der Klang der Orgel den Kirchenraum nicht gut ausfüllen kann, da der Standort sehr ungünstig gelegen ist. Die Orgelbühne der alten Orgel ist erhalten und befindet sich wie üblich im Westen des Mittelschiffs. Der Orgelprospekt der alten Orgel ist ebenfalls erhalten, aber ansonsten ist die alte Buirer Orgel nach dem Krieg komplett abgebaut worden.

## Glocken
| Nr. | Name           | Durchmesser (mm) | Masse (kg, ca.) | Schlagton (HT-1/16) | Gießer                                             | Gussjahr | Sonstiges                 |
| 1   | Alte Maria     | 1.250            | 1.350           | e' +5               | Johann Duisterwalt & Christian Duisterwalt, Köln   | 1409     | -                         |
| 2   | Maria          | 1.000            | 620             | g' +6               | Hans Hüesker; Fa. Petit & Gebr. Edelbrock, Gescher | 1951     | -                         |
| 3   | Michael        | 880              | 420             | a' +7               | Hans Hüesker; Fa. Petit & Gebr. Edelbrock, Gescher | 1960     | -                         |
| 4   | Agnes          | 771              | 290             | h' +8               | Hans Hüesker; Fa. Petit & Gebr. Edelbrock, Gescher | 1960     | -                         |
| 5   | Maria          | 680              | 210             | cis" +10            | Christian Kloit, Köln                              | 1411     | -                         |
| 6   | Himmelskönigin | 362              | 35              | h" +4               | Hans Hüesker; Fa. Petit & Gebr. Edelbrock, Gescher | 1966     | im Dachreiter der Vierung |

Motiv: O Heiland, reiß die Himmel auf